# Aleksis Kivi
Aleksis Kivi (pseudonimul lui Alexis Stenvall, (10 octombrie 1834 – 31 decembrie 1872) a fost un dramaturg și prozator finlandez. El este cel care a pus bazele teatrului național finlandez iar romanul său „Cei șapte frați”, frescă realistă a mediului sătesc, este considerat, prin avântul romantic, optimismul robust, remarcabila forță de surprindere a trăsăturilor temperamentale ale poporului finlandez, una din capodoperele literaturilor nordice.
Aleksis Kivi s-a născut în Nurmijärvi, Finlanda, într-o familie de croitori. În 1846 a plecat la o școală din Helsinki, iar în 1859 a fost primit la Universitatea din Helsinki, unde a studiat literatura și a dezvoltat un interes pentru teatru. Prima piesa de teatru scrisă de Kivi a fost Kullervo, bazată pe o poveste tragică din Kalevala. De asemenea, l-a întâlnit pe celebrul jurnalist și om de stat Johan Vilhelm Snellman.

## Scrieri
- 1864: Kullervo
- 1864: Cizmarii din luncă
- 1869: Lea
- 1870: Cei șapte frați ("Seitsemän veljestä").